# 689
Раннє Середньовіччя. Триває чума Юстиніана. У Східній Римській імперії триває правління Юстиніана II. Більшу частину території Італії займає Лангобардське королівство, деякі області належать Візантії. Франкське королівство розділене між правителями з династії Меровінгів. Іберію займає Вестготське королівство. В Англії триває період гептархії. Авари та слов'яни утвердилися на Балканах. Центр Аварського каганату лежить у Паннонії. Існують слов'янські держави: Карантанія та Перше Болгарське царство.
Омеядський халіфат займає Аравійський півострів, Сирія, Палестина, Персія, Єгипет, частина Північної Африки. У Китаї триває правління династії Тан. Індія роздроблена. У Японії триває період Ямато. Хазарський каганат підпорядкував собі кочові народи на великій степовій території між Азовським морем та Аралом. Відновився Тюркський каганат.
На території лісостепової України в VII столітті виділяють пеньківську й празьку археологічні культури. У VII столітті тривало швидке розселення слов'ян. У Північному Причорномор'ї співіснують різні кочові племена, зокрема булгари, хозари, алани, авари, тюрки.

## Події
- Візантійський василевс Юстиніан II підписав мирну угоду з Омеядським халіфатом.
- Візантійці провели успішний похід проти слов'ян у Македонію. Частину слов'ян переселили у Віфінію для стримування арабів.
- У Лангобардському королівстві війська короля Куніберта розбили узурпатора Алагіза.
- Мажордом Франкського королівства Пепін Герістальський розбив фризів і встановив контроль франків над дельтою Рейну.
- Арабський похід проти берберів зазнав невдачі.
- Імперія Шривіджая захопила контроль над Зондською та Малаккською протоками.